# Championnats du monde de ski nordique 1937
Navigation
1935 1938
L'édition 1937 des championnats du monde de ski nordique s'est déroulée à Chamonix (France) du 12 février au 18 février. En parallèle de cette compétition, Chamonix a également accueilli les championnats du monde de ski alpin 1937.

## Participants
Dix-sept nations étaient représentées aux championnats du monde de la FIS (alpin et nordique confondus). Les délégations des Pays-Bas, de la Grèce et de la Belgique ne comptaient que des skieurs alpins. Il y a donc quatorze nations qui participent aux championnats du monde de ski nordique 1937.
Les athlètes français sont entraînés par Rolf Kaarby et Hallstein Sundet alors que les Italiens sont entraînés par Sigurd Haanes (en).

## Résumé des compétitions
La compétition a démarré le vendredi matin du 12 février 1937 à 9 heures par le relais de 4 × 10 km. Les Norvégiens ont remporté l'épreuve devant les finlandais et les italiens. Le relais le plus rapide a été réalisé par le troisième relayeur finlandais, Jussi Kurikkala, en 44 minutes et 4 secondes. Le concours de saut a eu lieu le dimanche 14 février devant un public de 30 000 personnes dont un millier de valaisans. Trente-neuf concurrents représentant onze nations prirent part à l'épreuve. Sur les 78 sauts, seuls deux furent « tombés ». Le concours a été dominé par les Norvégiens. Sigurd Solid, dans la première manche, fut le meilleur avec 61,5 mètres. Le saut le plus long (65,5 m) fut exécuté par Birger Ruud, malgré sa main blessée. Le 18 km fut dominé (sept premières places) par des concurrents de pays nordiques. Le combiné nordique eu lieu le mercredi 17 février. 
Dans le saut, le plus long fut exécuté par Kaare Busterud (57 m), tandis que Rolf Kaarby faisait 110,2 m en deux sauts. Per Fossum a été le meilleur lors du concours de saut. Finalement l'épreuve est remporté par Sigurd Røen qui remporte sa deuxième médaille d'or de la compétition. Il devance Rolf Kaarby et Aarne Valkama. Les trois Suisses engagés, Ernest Berger (en), Willy Bernath et Oswald Julen, termine respectivement 10e, 12e et 13e. La dernière course, le 50 km, fut dominée par le Finlandais Pekka Niemi.

## Palmarès

### Ski de fond
| Épreuves                                         | Dates           | Or                                                                     | Argent                                                                     | Bronze                                                                             |
| ------------------------------------------------ | --------------- | ---------------------------------------------------------------------- | -------------------------------------------------------------------------- | ---------------------------------------------------------------------------------- |
| Ski de fond 18 km résultats détaillés            | 16 février 1937 | Lars Bergendahl                                                        | Kalle Jalkanen                                                             | Pekka Niemi                                                                        |
| Ski de fond 50 km résultats détaillés            | 18 février 1937 | Pekka Niemi                                                            | Klaes Karppinen                                                            | Vincenzo Demetz                                                                    |
| Ski de fond Relais 4 × 10 km résultats détaillés | 12 février 1937 | Norvège- Annar Ryen - Oskar Fredriksen - Sigurd Røen - Lars Bergendahl | Finlande- Pekka Niemi - Klaes Karppinen - Jussi Kurikkala - Kalle Jalkanen | Italie- Giulio Gerardi - Aristide Compagnoni - Silvio Confortola - Vincenzo Demetz |

### Combiné nordique
| Épreuve                         | Date            | Or          | Argent      | Bronze        |
| ------------------------------- | --------------- | ----------- | ----------- | ------------- |
| K90 / 15 km résultats détaillés | 17 février 1937 | Sigurd Røen | Rolf Kaarby | Aarne Valkama |

### Saut à ski
| Épreuve                                       | Date            | Or          | Argent          | Bronze       |
| --------------------------------------------- | --------------- | ----------- | --------------- | ------------ |
| Épreuve individuelle K 70 résultats détaillés | 14 février 1937 | Birger Ruud | Reidar Andersen | Sigurd Solid |

## Tableau des Médailles
| Place | Nation   | Médaille d'or | Médaille d'argent | Médaille de bronze | Total |
| ----- | -------- | ------------- | ----------------- | ------------------ | ----- |
| 1     | Norvège  | 4             | 2                 | 1                  | 7     |
| 2     | Finlande | 1             | 3                 | 2                  | 6     |
| 3     | Italie   | 0             | 0                 | 2                  | 2     |